# Miracle Aligner
«Miracle Aligner» es el cuarto sencillo de la banda inglesa The Last Shadow Puppets, el cual forma parte de su segundo álbum de estudio, Everything You've Come to Expect. El tema fue lanzado el 28 de marzo de 2016 bajo el sello discográfico de Domino Records.

## Antecedentes y composición
La canción fue estrenada en el programa radial Zane Lowe's Beats 1 del Reino Unido, el 28 de marzo de 2016. El dúo declaró de forma humorística que la canción fue inspirada por un "profesor de yoga" y un "luchador de fantasía". Alex Turner, a continuación, dijo que la idea para la canción "siempre estuvo rondando en su mente" y que milagrosamente "regresó al final". Turner continuó diciendo que la canción fue, en su mayoría, escrita por él y su amiga Alexandra Savior. Savior, quien también es músico le dio su toque característico en la composición pero Turner añadió que al final "terminó bajo el estilo de los Shadow Puppets."
Savior dijo que la canción es "evidentemente acerca de un comerciante de cocaína - ese es un estilo de vida  con el cual personalmente no me relaciono".

## Vídeo musical
El vídeo musical para ''Miracle Aligner'' fue subido al canal oficial de The Last Shadow Puppets en YouTube el 17 de mayo de 2016. Fue dirigido por Saam Farahmand y producido por Dan O'Keefe.
El videoclip comienza con Turner y Kane apoyados en un balcón hablando en italiano mientras un confeti rosado, que simula ser pétalos de rosas, cae sobre ellos. Inmediatamente se cambia de escenario a un salón grande y lujoso. En un primer plano Turner y Kane se miran fijamente a los ojos y, luego, pasan a hacer ademanes hasta que el coro rompe y comienzan a bailar. El vídeo finaliza cuando los asistentes de producción empiezan a retirarse del salón dejando a Turner y Kane bailando solos cada vez más cerca; Turner termina encima de Kane quien está recostado en el suelo.

## Personal

#### The Last Shadow Puppets
- Alex Turner – voz principal, guitarra eléctrica
- Miles Kane – voz, coros, guitarra acústica
- James Ford – batería, teclados
- Zach Dawes – bajo

#### Personal adicional
- Owen Pallett – arreglos[7]

## Listas internacionales
| Lista (2016)                                | Máxima posición |
| ------------------------------------------- | --------------- |
| Bélgica (Flandes) (Ultratip Bubbling Under) | 23              |
| Francia (SNEP)                              | 199             |
| Reino Unido (Official Charts Company)       | 180             |